# Swalmdal
Swalmdal este o arie protejată (arie specială de conservare — SAC, sit de importanță comunitară — SCI) din Țările de Jos întinsă pe o suprafață de 123 ha, integral pe uscat.

## Localizare
Centrul sitului Swalmdal este situat la coordonatele 51°13′53″N 6°03′50″E / 51.2314°N 6.064°E.

## Înființare
Situl Swalmdal a fost declarat sit de importanță comunitară în august 2002 pentru a proteja 4 specii de animale. Situl a fost protejat și ca arie specială de conservare în iunie 2013.

## Biodiversitate
Situată în ecoregiunea atlantică, aria protejată conține 5 habitate naturale: Cursuri de apă de la nivel de câmpie la nivel montan, cu vegetație Ranunculion fluitantis și Callitricho-Batrachion, Pajiști calcaroase din nisipuri xerice, Liziere de ierburi înalte hidrofile de câmpie și de nivel montan până la alpin, Păduri de fag acidofile atlantice, cu subarboret de Ilex și, uneori, de asemenea, Taxus, la nivelul arbuștilor (Quercion robori-petraeae sau Ilici-Fagenion), Păduri aluvionare cu Alnus glutinosa și Fraxinus excelsior (Alno-Padion, Alnion incanae, Salicion albae).
La baza desemnării sitului se află mai multe specii protejate:
- mamifere (1): castor (Castor fiber)
- nevertebrate (2): Ophiogomphus cecilia, Vertigo moulinsiana
- pești (1): zglăvoacă (Cottus gobio)